# روجر بيليه
روجر بيليه (بالفرنسية: Roger Pelé)‏ هو منافس ألعاب قوى فرنسي، ولد في 29 أغسطس 1901 في كليرمون فيران في فرنسا، وتوفي في 30 مارس 1982 في Ernée ‏ في فرنسا.

## وصلات خارجية
- روجر بيليه على موقع الاتحاد الفرنسي لألعاب القوى (الفرنسية)
- روجر بيليه على موقع اللجنة الأولمبية الدولية (الإنجليزية)
- روجر بيليه على موقع أوليمبيديا (الإنجليزية)